# تئودور المار بیارناسون
تئودور المار بیارناسون (ایسلندی: Theódór Elmar Bjarnason؛ زادهٔ ۴ مارس ۱۹۸۷) بازیکن فوتبال اهل ایسلند است.
از باشگاه‌هایی که در آن بازی کرده‌است می‌توان به سلتیک، لین، گوتبورگ، راندرس، آرهوس و الازیغ‌اسپور اشاره کرد.
وی همچنین در تیم ملی فوتبال ایسلند بازی کرده‌است.